# Frostee Rucker
Pour les articles homonymes, voir Rucker.
(en) Statistiques sur pro-football-reference
Frostee Lynn Rucker, né le 14 septembre 1983 à Tustin en Californie est un joueur professionnel de football américain, occupant les postes de defensive end et defensive tackle, qui est actuellement agent libre.
Il joue au football universitaire pour les Trojans de l'université du Sud de la Californie et est sélectionné par les Bengals de Cincinnati au troisième tour, 91e choix total, de la draft 2006 de la NFL. Rucker a également joué pour les Browns de Cleveland, les Cardinals de l'Arizona et les Raiders d'Oakland.

## Jeunesse
Frostee, qui porte le nom du poète Robert Frost, est allé à l'école secondaire Tustin à Tustin, en Californie, où DeShaun Foster, Matt McCoy (en), Chris Chester (en) et Sam Baker (en) ont également étudié. Il joue comme running back et linebacker et est nommé MVP de la All-Golden West League en tant que joueur senior en 2000. Il fréquente l'école secondaire de Santa Ana pendant son année junior et obtient les honneurs All-League en tant que linebacker,. Il a joué en première et en terminale à l'école secondaire de Tustin.

## Carrière universitaire

### Saison 2001
Rucker s'inscrit à l'université d'État du Colorado où il prend le statut de redshirt lors de sa première année.

### Saison 2002
Rucker est transféré du Colorado à l'université du Sud de la Californie à l'automne 2002 en tant que linebacker de première année (freshman) redshirt et doit s'abstenir de participer à la saison 2002 en raison des règles de transfert de la NCAA.

### Saison 2003
Après avoir manqué la saison 2002 à la suite de son transfert, Rucker commence son année sophomore en tant que linebacker réserve des Trojans d'USC, derrière Omar Nazel, mais émerge en tant que titulaire pendant 5 matchs en fin de saison contre les Huskies de l'université de Washington, les Wildcats de l'université de l'Arizona, les Bruins de l'université de Californie à Los Angeles (UCLA), les Beavers de l'université d'État de l'Oregon et les Wolverines de l'université du Michigan, lorsque Nazel est blessé. Il est passé du poste de linebacker à defensive end lors des entraînements du printemps 2003. En tout, en 2003, alors qu'il participe aux 13 matchs des Trojans, il réalise 26 tackles, dont quatre provoquant des pertes de 21 yards, avec 1,5 sacks pour 9 yards, plus une interception qu'il retourne sur deux yards, une déviation de passe, un fumble forcée et 2 récupérés. Il a huit tackles contre les Huskies de Washington et six contre les Cougars de l'université Brigham Young (BYU). Son interception est contre les Rainbow Warriors de l'université d'Hawaii, permettant un touchdown des Trojans, tandis que ses récupérations de fumble sont contre le Fighting Irish de l'université Notre-Dame et les Cougars de l'université d'État de Washington, donnant un touchdown pour USC.

### Saison 2004
Rucker est titulaire pour tous les matchs sauf un (contre les Wildcats de l'Arizona) en défense en tant que junior en 2003 et est très productif. En 2004, alors qu'il participe aux 13 matchs, il réalise 29 tackles, dont 7,5 pour des pertes de 32 yards, avec 2,5 sacks pour 15 yards, plus 2 déviations de passe et 1 fumble récupéré. Il a 6 tackles contre les Bruins et 3 contre les Huskies, dont 2 provoquant des pertes de yards, plus un fumble forcé et un récupéré qui a permis de marquer un field goal et contre Notre Dame il enregistre également 3 tackles. Il manque une partie de l'entraînement du printemps 2004 à cause d'une entorse au pied gauche qui nécessite une chirurgie, une blessure le gêne tout au long de la saison 2004.

### Saison 2005
Il subit une chirurgie aux orteils avant l'entraînement du printemps 2005 et n'assiste pas aux exercices du printemps.

## Carrière professionnelle
Rucker est invité au NFL Scouting Combine à Indianapolis et réalise les performances suivantes :
| Taille | Poids  | Bras   | Main   | Sprint   | Sprint   | Sprint   | Shuttle 20 yards | 3 cones drill | Détente   | Détente     | Développé couché | Test Wonderlic |
| Taille | Poids  | Bras   | Main   | 40 yards | 10 yards | 20 yards | Shuttle 20 yards | 3 cones drill | verticale | horizontale | Développé couché | Test Wonderlic |
| 1,91 m | 121 kg | 0,82 m | 0,25 m | 4,94 s   | 1,77 s   | 2,85 s   | -                | -             | 0,75 m    | -           | -                | -              |

### Bengals de Cincinnati
Rucker est sélectionné par les Bengals de Cincinnati au troisième tour (91e au total) de la draft 2006 de la NFL.

#### Saison 2006
Il signe un contrat de quatre ans avec les Bengals, d'une valeur de 2 230 000 $. Le 13 août 2006, lors d'un match de présaison contre les Redskins de Washington, il est victime d'une blessure à l'épaule qui met fin à sa saison rookie,.

#### Saison 2007
Pour la saison 2008, Rucker est réserviste et ne participe qu'à 5 match, aucun comme titulaire. En dixième semaine, contre les Ravens de Baltimore il enregistre ses trois premiers tackles en solo de sa carrière, lors de la victoire 21-7 des Bengals. Durant le même match, il force Willis McGahee au fumble, qui est récupéré par son coéquipier Rashad Jeanty (en) sur la ligne des 32 yards des Ravens. Pendant la semaine 6, lors d'une victoire 38-25 contre les Dolphins de Miami, il améliore son record de tackles en solo en un seul match avec quatre réalisations. Il termine la saison 2007 avec huit tackles combinés, un fumble forcé et un autre récupéré.

#### Saison 2008
Lors de la saison 2008, Rucker joue onze matchs dont quatre comme titulaire. En semaine 1, contre les Ravens, il force le deuxième fumble de sa carrière sur Todd Heap. Il sera récupéré par Robert Geathers (en), coéquipier de Rucker, sur la ligne des 33 yards de Baltimore. Lors de la sixième semaine, contre les Jets de New York, il effectue son premier sack en carrière sur le quarterback des Jets, Brett Favre, et provoque une perte de 7 yards. Rucker termine sa troisième saison professionnelle avec 23 tackles combinés, un sack, une passe défendue et deux fumbles forcés.

#### Saison 2009
Douze matchs viennent s'ajouter au compteur de Rucker lors de la saison 2009. Le 25 octobre, en septième semaine, contre les Bears de Chicago, à la fin du premier quart-temps, il réalise son premier, et seul, sack de la saison sur Jay Cutler, le quarterback des Bears. Le 15 novembre, la dixième semaine, lors d'un match contre les Steelers de Pittsburgh, les rivaux de division des Bengals, au début du troisième quart-temps, Rucker intercepte une passe de Ben Roethlisberger pour Hines Ward et la retourne sur 26 yards. Il termine la saison régulière avec 13 tackles combinés, un sack et une interception. Les Bengals gagnent la division AFC North et se qualifient pour les séries éliminatoires, permettant à Rucker de jouer son premier match de post-saison, une défaite 24-14 contre les Jets de New York. Pendant le match, il effectue deux tackles combinés.

#### Saison 2010
Rucker signe un nouveau contrat, d'une durée de deux ans et d'une valeur de 2 526 000 $. Au cours de la saison 2010, Rucker participe à neuf matchs au cours desquels il effectue 17 tackles combinés, un sack et une passe défendue. Son seul sack de la saison intervient lors de la semaine 3, contre les Panthers de la Caroline. À la fin de la première mi-temps, il sacke le quarterback des Panthers, Jimmy Clausen et provoque une perte de huit yards.

#### Saison 2011
En 2011, Rucker joue les 16 matchs des Bengals et a 44 tackles combinés et quatre sacks. Le 13 novembre, lors de la défaite 24-17 en match de division contre les Steelers de Pittsburgh, il effectue cinq tackles combinés et un sack sur Ben Roethlisberger au début de la deuxième mi-temps.
Malgré un bilan de neuf victoires pour sept défaites et une troisième place en division AFC North, Cincinnati se qualifie pour les séries éliminatoires. Pour le second match de playoffs de sa carrière, une défaite 31-10 contre les Texans de Houston, Rucker enregist5re deux tackles, dont un en solo.
À la fin de la saison 2011, il devient agent libre.

### Browns de Cleveland

#### Saison 2012

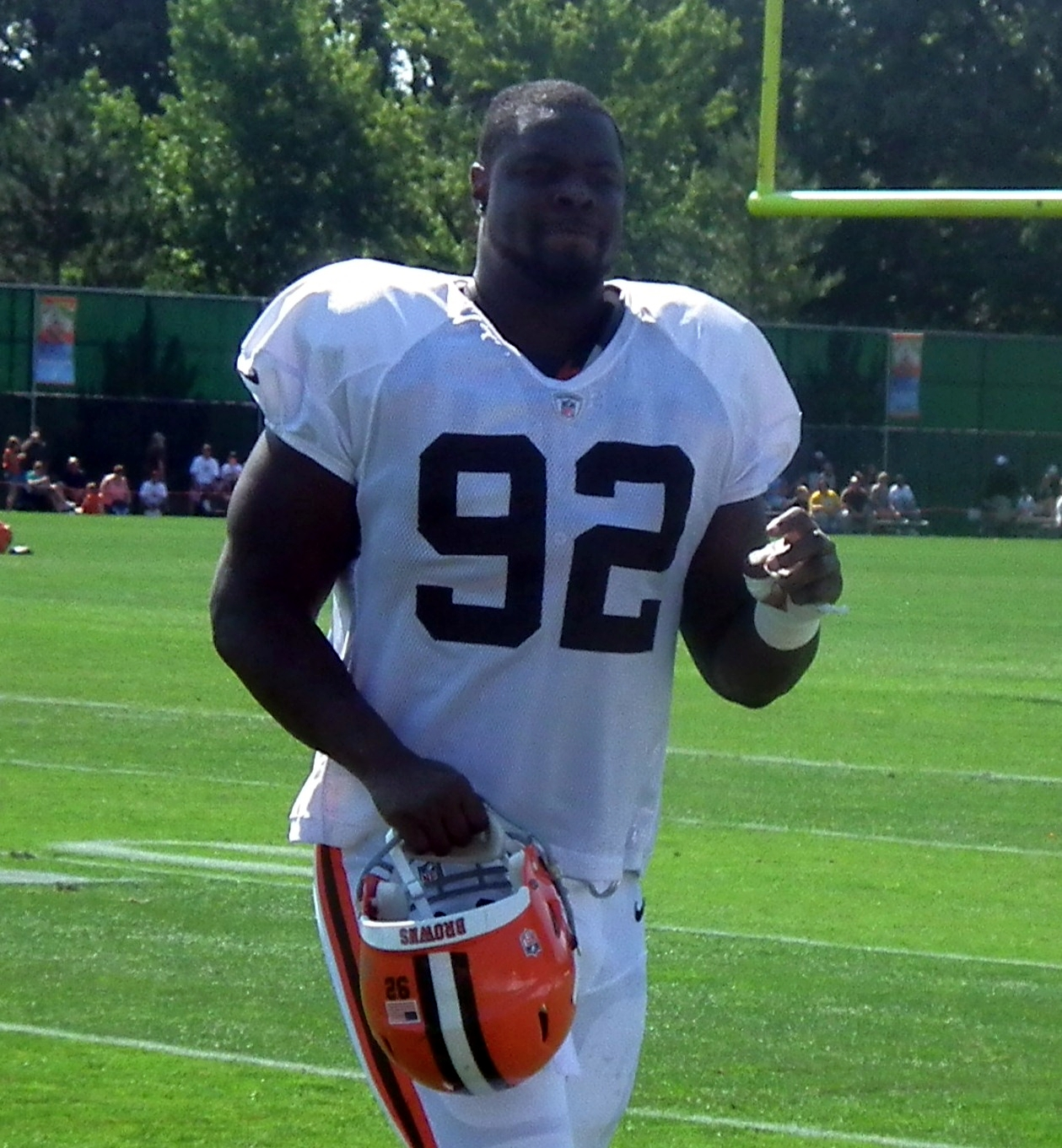
Rucker au camp d'entraînement des Browns en 2012.

Le 14 mars 2012 Rucker signe avec les Browns de Cleveland un contrat d'une durée de cinq ans et d'une valeur de 20 500 000 $,.
Pour la première fois de sa carrière, il est titularisé lors des seize matchs de son équipe, terminant la saison avec 48 tackles combinés, 4 sacks et un fumble forcé,. Le 9 décembre, en treizième semaine, lors d'une victoire 30-7 sur les Chiefs de Kansas City, Rucker enregistre 7 tackles combinés et un sack sur le quarterback Brady Quinn à la fin du deuxième quart-temps, provoquant une perte de 3 yards.
Le nouvel entraîneur principal des Browns, Rob Chudzinski et son coordinateur défensif, Ray Horton (en), décident de changer le système de défense et la première victime est Rucker, qui est libéré le 5 février 2013 pendant la saison morte de 2013.

### Cardinals de l'Arizona

#### Saison 2013
Le 21 mars 2013 Rucker signe avec les Cardinals de l'Arizona un contrat d'un an d'une valeur de 905 000 $,.
Il participe aux seize matchs de Cardinals, mais un seul comme titulaire terminant la saison 2013 avec 11 tackles et un seul sack. Il effectue le sack lors de la semaine 8, contre les Falcons d'Atlanta, en plaquant Matt Ryan à la fin du troisi}eme quart-temps, provoquant une perte de 10 yards.

#### Saison 2014
Avant le début de la saison 2014, Rucker resigne avec les Cardinals un contrat de deux ans, d'une valeur de deux millions de dollars,.
Il joue lors de 15 matchs, dont 7 comme titulaire, lors de la saison régulière, et a l'une de ses meilleures saisons de sa carrière, effectuant 24 tackles, 5 sacks (son record personnel sur une saison), forçant deux fumbles et défendant une passe. Son premier sack de la saison intervient lors de la semaine 5, contre les Broncos de Denver, quand il tackle Peyton Manning et lui fait perdre trois yards lors du premier drive du troisième quart-temps. Ses trois autres victimes sont Matthew Stafford, des Lions de Détroit, en semaine 11, deux fois Alex Smith, des Chiefs de Kansas City, en semaine 14 et Shaun Hill, des Rams de Saint-Louis en semaine 15.
L'Arizona termine deuxième de la division NFC West avec un bilan de onze victoires et cinq défaites et se qualifie pour les séries éliminatoires. Rucker joue donc son troisième match de playoffs en carrière, contre les Panthers de la Caroline, et effectue 4 tackles, tous en solo.

#### Saison 2015
Les Cardinals font signer à Rucker une extension d'un an de son contrat de l'année précédente, qui court donc jusqu'à la fin de la saison suivante,. Il est titulaire lors de treize matchs lors de la saison 2015. Il la termine avec 28 tackles, 3 sacks, 1 fumble forcés et un autre récupéré. Le 15 novembre 2015, en dixième semaine, lors d'une victoire 39-32 contre les Seahawks de Seattle, il effectue le seul safety de toute sa carrière, en tacklant Russell Wilson, le quarterback des Seahawks, dans la zone d'en-but de Seattle, au début du deuxième quart-temps.
Les séries éliminatoires sont de nouveau au rendez-vous pour les Cardinals qui terminent avec un bilan de treize victoire pour trois défaites et gagnent la division NFC West. Lors du tour divisionnel, une victoire 26-20 contre les Packers de Green Bay, Rucker a un tackle en solo. Au match suivant, le championnat de conférence NFC, contre les Panthers de la Caroline, il effectue 5 tackles, tous assistés.

#### Saison 2016
Pour la saison 2016, Rucker perd son statut de titulaire pour douze des treize matchs qu'il joue. Il finit l'année avec seulement 13 tackles combinés, un fumble forcé et une passe défendue.

#### Saison 2017
Le 17 mars 2017, Rucker signe de nouveau avec les Cardinals un contrat pour une année supplémentaire, d'une valeur de 1 080 000 dollars,.
Trente tackles, dont 24 en solo, 1,5 sacks et une passe défendue, pour 16 matchs disputés comme titulaire, viennent s'ajouter aux statistiques de Rucker en fin de saison.
Le 5 novembre, dans la semaine 9 contre les 49ers de San Francisco, Rucker est expulsé après avoir été impliqué dans une bagarre avec Carlos Hyde. Le 10 novembre, il est condamné à une amende de 9 115 $ pour son rôle dans l'accrochage.

### Raiders d'Oakland

#### Saison 2018
Le 12 juin 2018, Rucker signe avec les Oakland Raiders un contrat d'un an, d'une valeur de 1 040 000 dollars,.
Il dispute 15 matchs, tous comme titulaire, et effectue dont 23 en solo.

## Statistiques NFL

### Saison régulière
| Année                     | Équipe                    | MJ                        |       | Plaquages | Plaquages | Plaquages | Plaquages |       | Interceptions | Interceptions | Interceptions | Interceptions |  | Fumbles | Fumbles |
| Année                     | Équipe                    | MJ                        | Total | Seul      | Ast.      | Sacks     | Nb.       | Yards | Déf.          | TD            | Nb.           | Rec.          |  |         |         |
| 2007                      | Bengals de Cincinnati     | 5                         | 8     | 7         | 1         | 0,0       | 0         | 0     | 0             | 0             | 1             | 1             |  |         |         |
| 2008                      | Bengals de Cincinnati     | 11                        | 23    | 15        | 8         | 1,0       | 0         | 0     | 1             | 0             | 2             | 1             |  |         |         |
| 2009                      | Bengals de Cincinnati     | 12                        | 13    | 7         | 6         | 1,0       | 1         | 26    | 2             | 0             | 0             | 0             |  |         |         |
| 2010                      | Bengals de Cincinnati     | 9                         | 17    | 8         | 9         | 1,0       | 0         | 0     | 1             | 0             | 0             | 0             |  |         |         |
| 2011                      | Bengals de Cincinnati     | 16                        | 44    | 32        | 12        | 4,0       | 0         | 0     | 2             | 0             | 0             | 0             |  |         |         |
| 2012                      | Browns de Cleveland       | 16                        | 48    | 29        | 19        | 4,0       | 0         | 0     | 1             | 0             | 1             | 0             |  |         |         |
| 2013                      | Cardinals de l'Arizona    | 16                        | 11    | 9         | 2         | 1,0       | 0         | 0     | 0             | 0             | 0             | 0             |  |         |         |
| 2014                      | Cardinals de l'Arizona    | 15                        | 24    | 20        | 4         | 5,0       | 0         | 0     | 1             | 0             | 2             | 0             |  |         |         |
| 2015                      | Cardinals de l'Arizona    | 13                        | 28    | 20        | 8         | 3,0       | 0         | 0     | 0             | 0             | 1             | 1             |  |         |         |
| 2016                      | Cardinals de l'Arizona    | 13                        | 13    | 7         | 6         | 0,0       | 0         | 0     | 1             | 0             | 1             | 0             |  |         |         |
| 2017                      | Cardinals de l'Arizona    | 16                        | 30    | 24        | 6         | 1,5       | 0         | 0     | 1             | 0             | 0             | 0             |  |         |         |
| 2018                      | Raiders d'Oakland         | 15                        | 37    | 23        | 14        | 0,0       | 0         | 0     | 2             | 0             | 0             | 0             |  |         |         |
| Totaux chez les Bengals   | Totaux chez les Bengals   | Totaux chez les Bengals   | 105   | 69        | 36        | 7,0       | 1         | 26    | 6             | 0             | 3             | 2             |  |         |         |
| Totaux chez les Browns    | Totaux chez les Browns    | Totaux chez les Browns    | 48    | 29        | 19        | 4,0       | 0         | 0     | 1             | 0             | 1             | 0             |  |         |         |
| Totaux chez les Cardinals | Totaux chez les Cardinals | Totaux chez les Cardinals | 106   | 80        | 26        | 10, 5     | 0         | 0     | 3             | 0             | 4             | 1             |  |         |         |
| Totaux chez les Raiders   | Totaux chez les Raiders   | Totaux chez les Raiders   | 37    | 23        | 14        | 0,0       | 0         | 0     | 2             | 0             | 0             | 0             |  |         |         |
| Totaux en NFL             | Totaux en NFL             | Totaux en NFL             | 296   | 201       | 95        | 21,5      | 1         | 26    | 12            | 0             | 8             | 3             |  |         |         |

### Séries éliminatoires
| Année                     | Équipe                    | MJ                        |       | Plaquages | Plaquages | Plaquages | Plaquages |       | Interceptions | Interceptions | Interceptions | Interceptions |  | Fumbles | Fumbles |
| Année                     | Équipe                    | MJ                        | Total | Seul      | Ast.      | Sacks     | Nb.       | Yards | Déf.          | TD            | Nb.           | Rec.          |  |         |         |
| 2009                      | Bengals de Cincinnati     | 1                         | 2     | 1         | 1         | 0,0       | 0         | 0     | 0             | 0             | 0             | 0             |  |         |         |
| 2011                      | Bengals de Cincinnati     | 1                         | 2     | 1         | 1         | 0,0       | 0         | 0     | 0             | 0             | 0             | 0             |  |         |         |
| 2014                      | Cardinals de l'Arizona    | 1                         | 4     | 3         | 1         | 0,0       | 0         | 0     | 0             | 0             | 0             | 0             |  |         |         |
| 2015                      | Cardinals de l'Arizona    | 2                         | 6     | 1         | 5         | 0,0       | 0         | 0     | 0             | 0             | 0             | 0             |  |         |         |
| Totaux chez les Bengals   | Totaux chez les Bengals   | Totaux chez les Bengals   | 4     | 2         | 2         | 0,0       | 0         | 0     | 0             | 0             | 0             | 0             |  |         |         |
| Totaux chez les Cardinals | Totaux chez les Cardinals | Totaux chez les Cardinals | 10    | 4         | 6         | 0,0       | 0         | 0     | 0             | 0             | 0             | 0             |  |         |         |
| Totaux en NFL             | Totaux en NFL             | Totaux en NFL             | 14    | 6         | 8         | 0,0       | 0         | 0     | 0             | 0             | 0             | 0             |  |         |         |

## Vie privée
En 2002, alors qu'il est étudiant en première année à l'université d'État du Colorado, Rucker est arrêté pour agression sexuelle sur une femme qu'il avait rencontrée à une fête. Une déclaration sous serment publiée le lendemain révèle qu'une femme a appelé la police vers 2 h 30 du matin depuis sa chambre de résidence. La femme, qui n'est pas nommée, dit que Rucker l'a suivie jusqu'à son domicile. Lorsqu'elle est entrée, elle est allée directement aux toilettes. Lorsqu'elle est revenue, elle a vu Rucker se tenir nu à côté de son lit. Rucker l'a saisie, l'a clouée sur le lit et a commencé à lui enlever son pantalon et ses sous-vêtements, pendant que la femme lui disait d'arrêter. Lorsqu'on lui a posé des questions sur l'incident, Rucker a admis avoir eu des relations sexuelles avec elle, mais que c'était consensuel. Il a été arrêté par la suite, mais il a été libéré sous caution peu de temps après. Rucker aurait eu d'autres incidents d'agression sexuelle en 1997 et en 2001.
En 2006, peu de temps avant que les Bengals ne l'enrôlent, M. Rucker est arrêté sous deux chefs d'accusation de violence conjugale. Les accusations ont été déposées après que Rucker et sa petite amie aient été impliqués dans une bagarre à l'extérieur d'une fête dont il était l'hôte. Elle a subi des blessures mineures pendant la bagarre. S'il était condamné, Rucker aurait pu passer jusqu'à 3 ans en prison. Cependant, les charges ont été rapidement abandonnées.
Rucker faisait partie d'un groupe d'investisseurs qui a placé une initiative de légalisation de la marijuana sur le bulletin de vote de l'Ohio en 2015. L'initiative aurait accordé des droits exclusifs de culture à Rucker et aux autres investisseurs du plan, mais elle n'a finalement pas été adoptée.